# Human Rights Without Frontiers International
Human Rights Without Frontiers International (HRWF or HRWF International) ist eine gemeinnützige Organisation mit Sitz in Brüssel, Belgien.
HRWF International wurde 2001 von Willy Fautré gegründet, seinem Geschäftsführer, der auch Human Rights Without Frontiers (Belgien) leitet. Letztere wurde von „Brüssel – Menschenrechte“ umbenannt, das 1989 mit der zweimonatlich erscheinenden Zeitschrift „Droits de l'homme sans frontières“ entstand. HRWF International scheint die aktuelle Organisation zu sein, die die HRWF-Aktivitäten durchführt.
Fautré war Pädagogikforscher an der Universität Mons und Chargé de Mission im Kabinett des belgischen Bildungsministeriums und des belgischen Parlaments. Er ist Mitherausgeber von Bitter Winter, eine Zeitschrift mit dem Schwerpunkt Religionsfreiheit und Menschenrechte in China, herausgegeben vom Zentrum für Studien zu neuen Religionen (CESNUR).
Das internationale Netzwerk der HRWF International-Korrespondenten beobachtet Menschenrechtsbelange in verschiedenen Ländern und unterhält eine globale Datenbank mit Fällen im Zusammenhang mit der Religions- und Glaubensfreiheit.